# 钱令希
钱令希（1916年7月16日—2009年4月20日），男，江苏无锡人，中国力学家、教育家，大连工学院第二任院长，中国科学院院士。

## 生平
1916年出生于江苏无锡鸿声镇，1936年毕业于上海国立中法工学院（现上海理工大学），考取庚子赔款奖学金留学比利时，1938年毕业于布鲁塞尔自由大学，同年返回中国。任职于川滇铁路公司并在云南大学任教。1943年到1951年在浙江大学土木系担任教授、系主任。1952年接受大连工学院院长屈伯川邀请开始任教于大连理工大学。60年代他和助手一起在《力学学报》和《中国科学》上发表的关于壳体承载能力的论文，固体力学中极限分析的一般变分原理等，为塑性力学中变分原理的发展创出了一条新路，在力学界引起很大反响。60年代初，在苏联撤出援华专家的艰难时期，又逢文革期间，在逆境之中，和助手们一起研究壳体的分析方法，为建造第一艘核潜艇做出重要贡献。1983年5月28日至30日，中国高等教育学会在北京召开成立大会，大会选举他出任常务理事。
2009年4月20日在遼寧大连医科大学附属第二医院逝世。

## 家庭
父亲钱伯圭为教师，兄钱临照为物理学家。

## 纪念
- 令希图书馆
- 钱令希计算力学奖